# Aulacomnium androgynum
Aulacomnium androgynum là một loài rêu trong họ Aulacomniaceae. Loài này được Hedw. Schwägr. mô tả khoa học đầu tiên năm 1827.